# When Pop Hits the Lab
Albums de Suite Chic
When Pop Hits the Fan
(2003)
When Pop Hits the Lab (écrit en capitales : WHEN POP HITS THE LAB) est un album de remix attribué au projet collaboratif temporaire Suite Chic, avec Namie Amuro au chant et divers artistes de la scène hip-hop / RnB japonaise.
Il sort le 26 mars 2003 au Japon sur le label Avex Trax. Il atteint la 65e place du classement de l'Oricon, et reste classé pendant 7 semaines. Il contient des versions remixées de certains titres de l'album When Pop Hits the Fan sorti un mois plus tôt, dont quatre titres sortis précédemment sur les deux singles "double face A" Good Life / Just Say So et Uh Uh,,,,,, / Baby Be Mine.
Neuf des titres remixés sortiront aussi au format disque vinyle en édition limitée trois mois plus tard, le 30 juin 2003, sur deux disques : When Pop Hits the Lab: 01 et When Pop Hits the Lab: 02.

## Liste des titres
| 1.  | What's on your mind feat.XBS (Wall5 remix)        |  |
| 2.  | GOOD LIFE (DJ KAORI Remix)                        |  |
| 3.  | baby be mine (Sunaga t'Experience remix)          |  |
| 4.  | We got time (DJ ajapai Remix)                     |  |
| 5.  | Without me (yukihiro fukutomi remix)              |  |
| 6.  | DAMN FIGHT (Malawi Rocks Remix)                   |  |
| 7.  | Not This Time (G.K. Remix)                        |  |
| 8.  | WHAT IF feat.VERBAL (Ram Jam World Remix)         |  |
| 9.  | "Uh Uh,,,,,," feat.AI (REMIX feat. BIGZAN & P.H.) |  |
| 10. | SING MY LIFE feat.DABO (DJ HAZIME Remix)          |  |
| 11. | ain't yours (Mr. Drunk Remix)                     |  |
| 12. | SING MY LIFE (afro chic mix)                      |  |
| 13. | Just Say So (Groove That Sool Mix)                |  |

| 1. | "Uh Uh,,,,,," feat.AI                     |  |
| 2. | SING MY LIFE feat.DABO (DJ HAZIME Remix)  |  |
| 3. | ain't yours (Mr. Drunk Remix)             |  |
| 4. | SING MY LIFE feat.DABO (aflo chic mix)    |  |
| 5. | WHAT IF feat.VERBAL (Ram Jam World Remix) |  |

| 1. | DAMN FIGHT (Malawi Rocks Remix)          |  |
| 2. | Not This Time (G.K. Remix)               |  |
| 3. | baby be mine (Sunaga't Experience remix) |  |
| 4. | Without me (yukihiro fukutomi remix)     |  |